# Amomum chryseum
Amomum chryseum là một loài thực vật có hoa trong họ Gừng. Loài này được Vichith Lamxay và Mark Fleming Newman mô tả khoa học đầu tiên năm 2012.

## Phân bố
Loài này sinh sống trong rừng thường xanh, ở cao độ trung bình trên đá vôi, giữa các núi đá, trong điều kiện râm mát, ở cao độ 381–724 m (1.250-2.400 ft) tại các tỉnh Bolikhamsai và Khammouan ở miền trung Lào.

## Mô tả
Cân thân thảo mọc thành cụm, cao khoảng 80 cm, với khoảng 20 thân giả mỗi cụm; thân rễ đường kính khoảng 0,8 cm, màu đỏ; không có rễ cọc; khoảng cách giữa các thân giả khoảng 5 cm, vảy hình tam giác rộng, dài 1–2 cm, màu nâu sẫm, như da, có sọc, nhẵn nhụi, đỉnh nhọn, mép nguyên. Thân giả với 5–8 lá mỗi thân giả, nhỏ dần về phía đỉnh, hơi phồng ở gốc, đường kính khoảng 1 cm, màu đỏ sau đó đỏ ánh lục, có sọc, nhẵn nhụi; lưỡi bẹ như da, dài khoảng 1 cm, màu xanh lục, nhẵn nhụi, đỉnh có khía hoặc hai thùy ngắn, mép nguyên; cuống lá có rãnh, khoảng 5–17 × 0,3 cm, màu xanh lục, có sọc, nhẵn nhụi; phiến lá hình trứng ngược-hình elip đến thuôn dài hoặc hình elip, 25–50 × 6–10 cm, màu xanh lục, nhẵn nhụi, có sọc, gốc thon nhỏ dần, đỉnh nhọn đến hình đuôi dài, mép nguyên, gân chính nổi rõ ở mặt dưới, gân phụ nổi rõ.
Cụm hoa mọc gần gốc hoặc từ gốc, ít cụm hoa trên mỗi thân giả; phần mang hoa hình elipxoit, 3–5 × 1–2 cm, 1–2 hoa nở cùng một lúc; cuống khoảng 3–5 × 0,5 cm, màu hồng ánh đỏ, nhẵn nhụi; vảy hình tam giác rộng ở gốc, 1–1,5 × 1,5–2 cm, hình trứng ở trên, 3–4 × 2–2,5 cm, màu hồng, như da, có sọc mịn, nhẵn nhụi và bóng, đỉnh sớm khô và rữa, cắt cụt đến có khía với cựa ngắn, mép nguyên, có lông rung rất ngắn; lá bắc thuôn dài-hình mác, 2,5–4 × 1,5–2 cm, màu hồng nhạt, như da, có sọc, nhẵn nhụi, đối diện 1–2 hoa, đỉnh cụt đến thuôn tròn, có nắp, mép nguyên; lá bắc con mở, thuôn dài-hình mũi mác, 1–1,5 × 0,3–0,5 cm, màu hồng ánh trắng, như da, có sọc, nhẵn nhụi, đỉnh nhọn, mép có lông rung.
Đài hoa hình ống, 3 răng, 2–2,5 × 0,3–0,5 cm, màu trắng ánh hồng, như da, có sọc, nhẵn nhụi; ống đài dài 1–1,25 cm; răng dài 0,4–0,5 cm, đỉnh nhọn, có nắp với cựa dài 0,2 cm. Tràng hoa dài 4–5 cm, màu vàng, nhẵn nhụi, ống tràng khoảng 2–2,5 × 0,5 cm; thùy tràng thuôn dài, 3–4 × 1 cm, đỉnh có nắp; thùy trung tâm nhọn ở đỉnh; cánh giữa môi dưới có vuốt, 3–4 × 3–4 cm, màu vàng với các chấm đỏ ở gốc và các đường trong suốt tỏa ra tới mép, đỉnh có 3 thùy rộng, có màng và uốn nếp; nhị lép ở bên thuôn dài, có màng, 1 × 0,2–0,3 cm, màu trắng ánh vàng. Chỉ nhị dẹt, 1 × 0,3–0,4 cm, màu trắng, nhẵn nhụi; bao phấn thuôn dài, 1 × 0,5 cm, màu vàng, nhẵn nhụi; mào bao phấn ba thùy, thùy bên dài khoảng 0,5 cm, thuỳ trung tâm rộng khoảng 1,5 cm, màu vàng, có màng. Đầu nhụy hình chén, nhẵn nhụi, đỉnh có lông rung; vòi nhụy nhẵn nhụi; các tuyến trên bầu dài 0,5 cm, nhẵn nhụi, phủ các chấm nhỏ sẫm màu, đỉnh cụt; cuongs nhẵn nhụi dài khoảng 0,5 cm; bầu nhụy đường kính khoảng 0,5 cm, có gờ, có sọc; noãn hình cầu, khoảng 20 mỗi ngăn.
Cụm quả khoảng 7–10 × 1 cm, màu hồng đến đỏ ánh lục, nhẵn nhụi, với 3–5 quả thành chùm ở đỉnh; phần mang quả khoảng 3–5 cm; quả hình trứng, 1,5–2 × 0,8–1 cm, nhọn ở đỉnh, với đài hoa bền, có 9 cánh, mép cánh thẳng và nguyên, cánh rộng khoảng 0,5 cm, màu ánh lục, nhẵn nhụi. Hạt hình trứng ngược đến hình cầu, đường kính 0,3 cm, màu trắng sau đen, áo hạt màu trắng, 15–20 mỗi ngăn.
Loài này giống Amomum repoeense ở chỗ đôi khi có các xim hoa bọ cạp xoắn ốc hai hoa, các lá bắc con mở và quả có cánh nhưng lưỡi bẹ hình trứng của nó có khía đến hơi có hai thùy, phiến lá hẹp, hoa dài hơn 4 cm, cánh giữa môi dưới và các thùy tràng hoa có màu vàng và quả là hình trứng.